# 総上村
総上村（ふさかみむら）は茨城県結城郡に属していた村。

## 地理
- 現在の下妻市の中部、旧下妻市の南西部に位置する。
- 村は鬼怒川の東岸に位置する。

## 歴史

### 村名の由来
下総国の北部（上流）に属することから。

### 沿革
- 1889年（明治22年）4月1日 - 町村制施行により、今泉村、中居指村、小島村、古沢村、袋畑村、二本紀村が合併して豊田郡総上村が発足。
- 1896年（明治29年）4月1日 - 豊田郡が結城郡に統合されたため、所属郡が結城郡に変更。
- 1954年（昭和29年）6月1日 - 豊加美村、真壁郡上妻村、筑波郡高道祖村とともに下妻町に編入。同日総上村廃止。
  - 同日、下妻町は市制施行して下妻市となる。

変遷表
| 1868年 以前 | 1868年 以前 | 1868年 以前 | 明治11年 | 明治22年 4月1日 | 明治29年 4月1日 | 明治29年 4月1日 | 昭和29年 6月1日 | 現在   |
| ----------- | ----------- | ----------- | -------- | --------------- | --------------- | --------------- | --------------- | ------ |
| 豊田郡      |             | 小島村      | 小島村   | 総上村          | 結城郡 に編入   | 総上村          | 下妻町 に編入   | 下妻市 |
| 豊田郡      | 今泉村      |             |          | 総上村          | 結城郡 に編入   | 総上村          | 下妻町 に編入   | 下妻市 |
| 豊田郡      | 中居指村    |             |          | 総上村          | 結城郡 に編入   | 総上村          | 下妻町 に編入   | 下妻市 |
| 豊田郡      |             | 松岡村      | 二本紀村 | 総上村          | 結城郡 に編入   | 総上村          | 下妻町 に編入   | 下妻市 |
| 豊田郡      | 行田村      |             | 二本紀村 | 総上村          | 結城郡 に編入   | 総上村          | 下妻町 に編入   | 下妻市 |
| 豊田郡      | 古沢村      |             |          | 総上村          | 結城郡 に編入   | 総上村          | 下妻町 に編入   | 下妻市 |
| 豊田郡      | 袋畑村      |             |          | 総上村          | 結城郡 に編入   | 総上村          | 下妻町 に編入   | 下妻市 |

## 大字
- 小島（おじま）
- 今泉（いまいずみ）
- 中居指（なかいざし）
- 二本紀（にほんぎ）
- 古沢（ふるさわ）
- 袋畑（ふくろはた）

## 人口・世帯

### 人口
総数 [単位： 人]
| 1891年（明治24年） | 1,666 |
| 1920年（大正 9年） | 2,137 |
| 1935年（昭和10年） | 2,330 |
| 1950年（昭和25年） | 2,771 |

### 世帯
総数 [単位： 世帯]
| 1920年（大正 9年） | 370 |
| 1935年（昭和10年） | 380 |
| 1950年（昭和25年） | 433 |

## 交通

### 鉄道
常総筑波鉄道（現関東鉄道）常総線が村域内を通過していたが、駅は存在しなかった。